# 小台北
小台北是指海外台灣人聚居的地方，包括美國加利福尼亞州洛杉磯郡的蒙特利公园
、紐約皇后區的法拉盛，以及中國大陆江蘇崑山市。